# Irondi Pugliesi
Irondi Mantovani Pugliesi (Apucarana, 3 de agosto de 1947-Arapongas, 12 de abril de 2021) fue una política brasileña. Fue diputada estadual, concejala y primera dama del municipio de Arapongas, Paraná.
Casada con el exdiputado Waldyr Pugliesi, fue la primera mujer elegida diputada por el Movimiento Democrático Brasileño (PMDB) en la historia del estado de Paraná.

## Biografía
Residió en Arapongas, en el norte de Paraná, siendo una de las fundadoras del Movimiento Democrático Brasileño (MDB), en el estado, y asumió el cargo de concejala de 1973 a 1977. En las elecciones municipales de Brasil de 1982, fue elegida diputada estatal por el PMDB, partido que también fue una de sus fundadores.
En 1985 representó al estado de Paraná en la conferencia para evaluar la década de la mujer, realizada en la ciudad de Nairobi, Kenia. El evento fue promovido por las Naciones Unidas (ONU). En 1987 participó en el Congreso Nacional de Mujeres, en Moscú, y en el IV Encuentro Feminista Latinoamericano y del Caribe, que se llevó a cabo en México.
Con la redacción de la nueva Constitución del Estado de Paraná en la década de 1980 (promulgada el 5 de octubre de 1989), se convirtió en la primera mujer en participar en la Asamblea Constituyente del Estado.
En 1991, ayudó a fundar el Partido Social del Trabajo (PST) en la ciudad de Arapongas y se convirtió en la primera presidenta de la junta municipal. En las elecciones municipales de Brasil de 1992 fue elegida concejal.
En las elecciones generales de Brasil de 1994, fue elegida diputada estatal y asumió el cargo en su tercera legislatura. En las elecciones generales de Brasil de 2018, fue invitada a ser la segunda suplente para el cargo de senadora en la lista de Roberto Requião.
Irondi también fue la fundadora y la primera presidenta del Consejo de Estado para la Condición de la Mujer.

## Vida personal
Estaba casada con el dentista y político Waldyr Pugliesi.
Fue ingresada en el Hospital do Norte do Paraná (Honpar) el 19 de marzo de 2021. Falleció el 12 de abril del mismo año, en el municipio de Arapongas, víctima de la COVID-19.